# Liaopsis
× Liaopsis, (abreviado Liaps) en el comercio, es un híbrido intergenérico entre los géneros de orquídeas Laelia x Laeliopsis.  